# Pallavolo ai Giochi della XXIII Olimpiade - Torneo maschile
Il VI campionato di pallavolo maschile ai Giochi olimpici si è svolto dal 28 luglio al 10 agosto 1984 a Los Angeles, negli Stati Uniti, durante i Giochi della XXIII Olimpiade. Al torneo hanno partecipato 10 squadre nazionali e la vittoria finale è andata per la prima volta agli Stati Uniti.

## Gironi
| Girone A                                            | Girone B                           |
| --------------------------------------------------- | ---------------------------------- |
| Argentina Brasile Corea del Sud Stati Uniti Tunisia | Canada Cina Egitto Giappone Italia |

## Fase finale

### Finali 1º e 3º posto
|  | Semifinali  | Semifinali  | Semifinali |         |             | Finale 1º/2º posto | Finale 1º/2º posto | Finale 1º/2º posto |  |
|  |             |             |            |         |             |                    |                    |                    |  |
|  | Italia      | Italia      | 1          |         |             |                    |                    |                    |  |
|  | Italia      | Italia      | 1          |         |             |                    |                    |                    |  |
|  | Brasile     | Brasile     | 3          |         |             |                    |                    |                    |  |
|  | Brasile     | Brasile     | 3          |         | Stati Uniti | Stati Uniti        | 3                  |                    |  |
|  |             |             |            |         | Stati Uniti | Stati Uniti        | 3                  |                    |  |
|  |             |             | Brasile    | Brasile | 0           |                    |                    |                    |  |
|  | Canada      | Canada      | Brasile    | Brasile | 0           | 0                  |                    |                    |  |
|  | Canada      | Canada      |            |         |             | 0                  |                    |                    |  |
|  | Stati Uniti | Stati Uniti | 3          |         |             | Finale 3º/4º posto | Finale 3º/4º posto | Finale 3º/4º posto |  |
|  | Stati Uniti | Stati Uniti | 3          |         |             |                    |                    |                    |  |
|  |             |             |            |         |             |                    |                    |                    |  |
|  |             |             |            |         |             | Canada             | Canada             | 0                  |  |
|  |             |             |            |         |             | Canada             | Canada             | 0                  |  |
|  |             |             |            |         |             | Italia             | Italia             | 3                  |  |

### Finali 5º e 7º posto
|  | Semifinali    | Semifinali    | Semifinali |           |               | Finale 5º/6º posto | Finale 5º/6º posto | Finale 5º/6º posto |  |
|  |               |               |            |           |               |                    |                    |                    |  |
|  | Corea del Sud | Corea del Sud | 3          |           |               |                    |                    |                    |  |
|  | Corea del Sud | Corea del Sud | 3          |           |               |                    |                    |                    |  |
|  | Cina          | Cina          | 1          |           |               |                    |                    |                    |  |
|  | Cina          | Cina          | 1          |           | Corea del Sud | Corea del Sud      | 3                  |                    |  |
|  |               |               |            |           | Corea del Sud | Corea del Sud      | 3                  |                    |  |
|  |               |               | Argentina  | Argentina | 1             |                    |                    |                    |  |
|  | Giappone      | Giappone      | Argentina  | Argentina | 1             | 1                  |                    |                    |  |
|  | Giappone      | Giappone      |            |           |               | 1                  |                    |                    |  |
|  | Argentina     | Argentina     | 3          |           |               | Finale 7º/8º posto | Finale 7º/8º posto | Finale 7º/8º posto |  |
|  | Argentina     | Argentina     | 3          |           |               |                    |                    |                    |  |
|  |               |               |            |           |               |                    |                    |                    |  |
|  |               |               |            |           |               | Giappone           | Giappone           | 3                  |  |
|  |               |               |            |           |               | Giappone           | Giappone           | 3                  |  |
|  |               |               |            |           |               | Cina               | Cina               | 0                  |  |

## Podio

### Campione
Formazione: 1 Dusty Dvorak, 2 Dave Saunders, 3 Steve Salmons, 4 Paul Sunderland, 5 Rich Duwelius, 6 Steve Timmons, 7 Craig Buck, 8 Marc Waldie, 9 Chris Marlowe, 10 Aldis Berzins, 11 Pat Powers, 12 Karch Kiraly, CT: Doug Beal

### Secondo posto
Formazione: 1 Bernardinho, 2 Xandó, 3 Badalhoca, 5 Montanaro, 6 Rui, 7 Renan, 8 William, 9 Amauri, 10 Marcus Vinícius, 12 Domingos Maracanã, 14 Bernard, 15 Fernandão, CT: Bebeto de Freitas

### Terzo posto
Formazione: 1 Negri, 2 P. Lucchetta, 3 Dametto, 4 Bertoli, 5 Dall'Olio, 6 Rebaudengo, 7 Errichiello, 8 De Luigi, 9 Vullo, 10 Lanfranco, 11 Vecchi, 12 A. Lucchetta, CT: Prandi

## Classifica finale
| Classifica | Squadre       | Qualificazione              |
| ---------- | ------------- | --------------------------- |
|            | Stati Uniti   | Giochi della XXIV Olimpiade |
|            | Brasile       |                             |
|            | Italia        |                             |
| 4          | Canada        |                             |
| 5          | Corea del Sud |                             |
| 6          | Argentina     |                             |
| 7          | Giappone      |                             |
| 8          | Cina          |                             |
| 9          | Tunisia       |                             |
| 10         | Egitto        |                             |